# Лала (мифология)
Лала (лат. Larunda, иногда также Larunde, Laranda, Lara) ―  нимфа-наяда, дочь реки Альмона. Упоминается в поэме Овидия «Фасты». Произведение Овидия ― единственный дошедший до наших дней источник, где она упоминается. Лала была известна своей красотой и болтливостью (черта, которую её отец безуспешно пытались обуздать).  
Нимфа-неяда была неспособна хранить секреты, и поэтому раскрыла жене Юпитера Юноне тайну о его романе с Ютурной (которая также как и Лала была нимфой и приходилась женой Янусу). В наказание за злоупотребление его доверием Юпитер отрезал язык Лале и приказал Меркурию (психопомпу) провести её в Аверн ― к воротам в подземный мир и царство Плутона. Меркурий, однако, сам влюбился в Лалу. Лала родила от него двух детей, называемых ларами ― невидимыми домашними богами. Однако ей пришлось прятаться в скрытом жилище в лесу, чтобы Юпитер её не нашёл.
Лалу, вероятно, следует отождествлять с Мутой ― «немой» и Тацитой ― «молчаливой». Две последние также считались нимфами и младшими божествами.
Овидий упоминает миф о Лале и Меркурии в связи с праздником Фералии (21 февраля). Лала/Ларунда также иногда ассоциируется с Аккой Ларентией, чей праздник ― ларенталии, отмечался римлянами 23 декабря.